# 125省道 (江苏省)
江苏S125省道，又名宁盐线，是江苏省的一条重点干线公路起点在扬州仪征，经过大仪、高邮、临泽、沙沟镇、大纵湖、尚庄，一直到盐城市区南大门（伍佑点）。全长161公里，按一级公路标准建设，设计速度100公里/小时，它起自盐徐高速公路盐城南互通，经过盐都区、兴化市、高邮市、终于仪征市沿江公路，继而连接南京。

## 建设进度
目前盐城段全通，即双新大道。其余段尚未开工建设。

## 兴化段
宁盐公路兴化段将解决西北部地区公路等级低的问题，服务西北部旅游发展。